# Black Atlass
 (mars 2021).
La mise en forme du texte ne suit pas les recommandations de Wikipédia : il faut le « wikifier ».
Les points d'amélioration suivants sont les cas les plus fréquents :
- Les titres sont pré-formatés par le logiciel. Ils ne sont ni en capitales, ni en gras.
- Le texte ne doit pas être écrit en capitales (les noms de famille non plus), ni en gras, ni en italique, ni en « petit »…
- Le gras n'est utilisé que pour surligner le titre de l'article dans l'introduction, une seule fois.
- L'italique est rarement utilisé : mots en langue étrangère, titres d'œuvres, noms de bateaux, etc.
- Les citations ne sont pas en italique mais en corps de texte normal. Elles sont entourées par des guillemets français : « et ».
- Les listes à puces sont à éviter, des paragraphes rédigés étant largement préférés. Les tableaux sont à réserver à la présentation de données structurées (résultats, etc.).
- Les appels de note de bas de page (petits chiffres en exposant, introduits par l'outil «  Source ») sont à placer entre la fin de phrase et le point final[comme ça].
- Les liens internes (vers d'autres articles de Wikipédia) sont à choisir avec parcimonie. Créez des liens vers des articles approfondissant le sujet. Les termes génériques sans rapport avec le sujet sont à éviter, ainsi que les répétitions de liens vers un même terme.
- Les liens externes sont à placer uniquement dans une section « Liens externes », à la fin de l'article. Ces liens sont à choisir avec parcimonie suivant les règles définies. Si un lien sert de source à l'article, son insertion dans le texte est à faire par les notes de bas de page.
- La présentation des références doit suivre les conventions bibliographiques. Il est recommandé d'utiliser les modèles {{Ouvrage}}, {{Chapitre}}, {{Article}}, {{Lien web}} et/ou {{Bibliographie}}. Le mode d'édition visuel peut mettre en forme automatiquement les références.
- Insérer une infobox (cadre d'informations à droite) n'est pas obligatoire pour parachever la mise en page.

Pour une aide détaillée, merci de consulter Aide:Wikification.
Si vous pensez que ces points ont été résolus, vous pouvez retirer ce bandeau et améliorer la mise en forme d'un autre article.
Black Atlass, de son vrai nom Alex Fleming, né le 19 mars 1994, à Montréal, est un auteur-compositeur-interprète et mannequin canadien.
En 2013, sa chanson Paris est utilisée dans une campagne de Louis Vuitton et reprise par la suite dans publicité de parfum Yves Saint Laurent, lui permettant de se faire connaitre du grand public. En 2018, il signe chez XO/Republic Records et sort son premier album studio intitulé Pain & Pleasure. Il sort son deuxième album Dream Awake en 2020.

## Biographie
Black Atlass naît à Montréal de l'union d'un père travailleur social et d'une mère chercheuse à l'Université de Western Ontario. Il grandit à Londres, en Ontario, après le déménagement de sa famille en raison d'un nouvel emploi proposé à son père. Petit, il écoute les albums de Lou Reed, des Rolling Stones et de Stevie Wonder, qu'il considère comme ses éléments de base.

## Carrière
Black Atlass fait ses premiers pas dans la musique au début des années 2010. Il vit encore à Montréal et étudie au lycée. En 2012, Il réalise un EP éponyme, The Black Atlass EP, qu'il enregistre alors dans le sous-sol de ses parents. La maison française de maroquinerie de luxe Louis Vuitton utilise le single de l'EP Paris pour marquer un film célébrant leur exposition au Musée des Arts Décoratifs. Le titre est par la suite utilisé dans une publicité de parfum Yves Saint Laurent en 2013. La même année, il est invité au premier rang et habillé par le créateur de vêtements pour hommes de Christian Dior, Kris Van Assche pour leur défilé printemps / été 2014 à Paris.
À l'âge de 19 ans, il sort son deuxième EP, Young Bloods, le 18 février 2014, sous le label Gum. Pour promouvoir l'EP, il fait une tournée accompagné de l'artiste français Woodkid, et se produit à Toronto, Montréal et à travers l'Europe. Woodkid réalise le clip de l'une des chansons de l'EP, Jewels, dans lequel on retrouve en vedette le mannequin Anja Rubik.
En 2016, Alexander Wang présente Black Atlass dans sa campagne de mode aux côtés de Kylie Jenner, Vince Staples, Zoe Kravitz, ASAP Ferg, Big Sean, MØ, Skrillex, Tinashe, Tyga et d'autres.
En 2018, il a signe avec le label XO de The Weeknd et a sort son premier album studio, Pain & Pleasure . La même année, il collabore avec Jessie Reyez sur la chanson Sacrifice, qui figure sur la bande originale de Cinquante Nuances plus claires (Fifty Shades Freed).
Son style musical est souvent comparé à celui de The Weeknd, son tuteur dans le milieu de la musique. Il prévoit d'ailleurs d'assurer la première partie de sa tournée de européenne, The After Hours Tour en 2022, plusieurs fois repoussée en raison de la pandémie de Covid-19.

## Récompenses
En avril 2013, Black Atlass est reconnu comme "Artiste de la semaine" de Vogue. Son album Pain & Pleasure est nommé pour un JUNO Award pour "L'enregistrement R&B / Soul de l'année" en 2019.